# خانقاه (قوبا)
خانقاه (به ترکی آذربایجانی: Xanəgah) یک منطقه مسکونی در جمهوری آذربایجان است که در شهرستان قوبا واقع شده‌است. خانقاه ۷۱۷ نفر جمعیت دارد.